# Zequinha
Zequinha, bürgerlich José Ferreira Franco (* 18. November 1934 in Recife; † 25. Juli 2009 in Olinda), war ein brasilianischer Fußballspieler. Er spielte als Mittelfeldspieler. Sein größter Erfolg war der Gewinn der Fußball-Weltmeisterschaft 1962.
Am 25. Juli 2009 starb Zequinha im Alter von 74 Jahren.

## Nationalmannschaft
1962 wurde er mit Brasilien Weltmeister, wurde allerdings nicht eingesetzt. Insgesamt bestritt er 16 Länderspiele und erzielte zwei Tore.

## Erfolge
Santa Cruz
- Torneio Pernambuco Bahia: 1956
- Staatsmeisterschaft von Pernambuco: 1957

Palmeiras
- Staatsmeisterschaft von São Paulo: 1959, 1963, 1966
- Brasilianischer Meister: 1960, 1967 (Pedrosa), 1967 (Taça)
- Torneio Rio-São Paulo: 1965

Nationalmannschaft
- Taça do Atlântico: 1960
- Taça Oswaldo Cruz: 1962
- Weltmeister: 1962
- Copa Roca: 1963